# Chris Eagles
Chris Eagles (Hertfordshire, 19 de novembro de 1985) é um ex-futebolista inglês que atuava como meio-campista.

## Carreira
O jogador já havia experimentado 2 empréstimos na Inglaterra - para o Watford e Sheffield Wednesday - os quais ele ganhou boa experiência em ligas de menor importância. Depois disso passou a primeira metade da temporada 2006-2007 emprestado ao NEC Nijmegen, dos Países Baixos.
Seu primeiro gol no time principal do Manchester United aconteceu em 28 de abril de 2007, contra o Everton em Goodison Park, quando entrou aos 86 minutos de jogo e marcou com assistência de Wayne Rooney.

## Títulos
Manchester United
- Supercopa da Inglaterra: 2007[2]